# Lammhults landskommun
Lammhults landskommun var en tidigare kommun i Kronobergs län.

## Administrativ historik
Den bildades som storkommun vid kommunreformen 1952 genom sammanläggning av de tidigare kommunerna Aneboda, Asa och Berg. Den fick sitt namn efter tätorten Lammhult. Kommunen upphörde med utgången av år 1970, varefter dess område gick upp i Växjö kommun.
Kommunkoden var 0720.

### Kyrklig tillhörighet
I kyrkligt hänseende tillhörde kommunen församlingarna Aneboda, Asa och Berg. Dessa församlingar gick samman 2010 att bilda Lammhults församling.

## Geografi
Lammhults landskommun omfattade den 1 januari 1952 en areal av 280,87 km², varav 252,38 km² land.

### Tätorter i kommunen 1960
I Lammhults landskommun fanns tätorten Lammhult, som hade 1 369 invånare den 1 november 1960. Tätortsgraden i kommunen var då 42,0 procent.

## Politik

### Mandatfördelning i valen 1950–1966
| 12 |  | 11 | 3 | 8 |

| 34 |

| 12 | 9 | 5 | 9 |

| 33 |

| 11 | 12 | 3 | 9 |

| 34 |

| 11 | 11 | 5 | 8 |

| 33 |

| 9 | 12 | 4 |  | 9 |

| 34 |